# Investir au Canada
Investir au Canada est un organisme indépendant du gouvernement du Canada qui promeut et attire les investissements étrangers directs au Canada. Il a été créé en vertu de la loi « Investir au Canada » et a été lancé le 12 mars 2018 comme établissement public.

## Historique
Avant la création de l'agence Investir au Canada, une division du ministère fédéral Affaires mondiales Canada dirigeait la promotion de l'investissement au Canada.
En 1985, le gouvernement a  adopté la Loi sur Investissement Canada pour régir les investissements directs étrangers. Le gouvernement Harper avait l'habitude de limiter les investissements étrangers à 50 % maximum au moyen d’une politique conçue par Nigel S. Wright pendant son mandat au Cabinet du Premier ministre.
L'agence gouvernementale Statistique Canada suit les investissements directs étrangers (IDE) par pays et par industrie ; le total des IDE en 2012 était de 634 milliards de dollars canadiens. Les nouveaux IDE au Canada en 2011 s’élevaient à 40,8 milliards de dollars canadiens. Entre 2005 et 2012, le Canada a accueilli des investissements d’entreprises publiques d’une valeur de 33 milliards de dollars canadiens. Au cours de la même période, l'IDE net a augmenté de 236,1 milliards de dollars canadiens, de sorte que l'IDE des entreprises publiques représentaient près de 14 % du total. À l’inverse, les entreprises publiques canadiennes se limitent aux affaires intérieures. Les entreprises publiques du Canada ne sont pas agressives de cette façon : les entreprises publiques canadiennes n’ont pas d’investissements à l’étranger.
Le gouvernement canadien prévoit de hausser à 1 milliard de dollars canadiens le montant d’investissements étrangers dans une entreprise canadienne avant que les investissements ne soient examinés. Depuis 2012, un investissement ou la prise de contrôle d’une entreprise canadienne par un investisseur de l’OMC d’une valeur de 330 millions de dollars canadiens ou plus déclenche un examen fédéral en vertu de la Loi sur Investissement Canada. L’OMC a été mise en œuvre au Canada par la Loi de mise en œuvre de l’Accord sur l’Organisation mondiale du commerce de 1994. Innovation, Sciences et Développement économique Canada fournit une page Web utile contenant ces renseignements et explique que les membres de l’OMC sont admissibles à un investissement sans examen de 344 millions de dollars canadiens depuis le 12 janvier 2013. L'OMC tient une liste de membres. Les renseignements sur le « montant » autorisé par le ministre de l’Industrie conformément au paragraphe 14.1(2) de la Loi sur Investissement Canada sont publiés chaque année en janvier dans la Gazette du Canada. Le gouvernement cherche à déterminer si l’investissement représente un « avantage net » pour le Canada, ce qui donne lieu à une définition politique nébuleuse. Les montants inférieurs à cette limite ne font pas l’objet d’une surveillance politique conformément à la Loi sur Investissement Canada, de sorte que l’investisseur étranger est traité comme tout autre investisseur canadien. Cela signifie effectivement que le Canada est ouvert à une prise de contrôle inversée sournoise. Le 7 novembre 2013, le premier ministre Harper a clarifié ce domaine de politique des IDE à Toronto lorsqu’il a déclaré qu’il fallait une certaine marge de manœuvre des règles sur la prise de contrôle par des intérêts étrangers.

## Obligations
Le 5 novembre 2013, le ministre des Finances de la Colombie-Britannique, Mike de Jong, a signalé un placement réussi de 2,5 milliards de dollars de RMB chinois dans des obligations « dim sum ». L'émission a été sursouscrite cinq fois.

## Investissements

### 2004
- Le 8 mars 2004, The J.M. Smucker Company a acheté l’entreprise International Multifoods au comptant pour 500 millions de dollars américains et 340 millions en autres considérations[15]. Cette transaction comprenait Robin Hood Flour, Red River Cereal, Bick’s Pickles et Monarch Flour, parmi une douzaine d’autres marques[16].

### 2005
- Le 21 août 2005, l’unité Hapag-Lloyd de TUI Group a convenu d’acquérir CP Ships Limited, y compris son quai de transbordement du Port de Montréal, pour 1,7 milliard d’euros (2 milliards de dollars américains) en espèces. Cela fait maintenant de la flotte combinée la cinquième en importance par sa capacité sur le marché mondial du transport de conteneurs[17]. En 2006, le nom CP Ships a définitivement disparu. TUI Group prévoit de se départir de Hapag-Lloyd, qui est une entreprise publique à 37 % de participation allemande.

### 2006
- En 2006 et 2007, la filiale canadienne de Sinopec Shanghai Engineering Co. Ltd., appelée SSEC Canada Ltd, a été retenue par Canadian Natural Resources Limited pour construire une structure dans le cadre de son projet de sables bitumineux Horizon. Le 24 avril 2007, deux travailleurs étrangers temporaires chinois ont été tués et cinq autres travailleurs étrangers temporaires chinois ont été blessés. SSEC a reçu une amende de 1,5 million de dollars canadiens en octobre 2012 pour l’incident. Des enquêtes ont par la suite révélé que 132 travailleurs de SSEC n’avaient pas été rémunérés depuis le début de leur emploi à SSEC. SSEC a fui le pays et le gouvernement a été incapable de lui signifier des documents juridiques pendant plusieurs années[18],[19].
- En janvier 2006, ArcelorMittal a repris Dofasco, pour 5,5 milliards de dollars canadiens[20].
- En août 2006, Xstrata (radiée par la suite) 16 milliards de dollars canadiens a acheté pour 22,5 milliards de dollars américains Falconbridge Ltd. (radiée par la suite)[21].
- En octobre 2006, Vale a acheté 86 % de INCO (radiée par la suite) pour 15 milliards de dollars canadiens[22].

### 2007
- En janvier 2007, Bowater a fusionné avec Abitibi Consolidated pour former une coentreprise (52-48) appelée Produits forestiers Résolu[23].
- En avril 2007, Algoma Steel avait été acheté par le groupe indien Essar pour un montant de 1,63 milliard de dollars américains, et la filiale a poursuivi ses activités à titre de filiale connue sous le nom Essar Steel Algoma Inc.
- En mai 2007, une entente d’acquisition d’IPSCO Steel (de la Saskatchewan[24]) pour 7,7 milliards a été annoncée par SSAB.
- En 2007, US Steel qui a investi 1,9 milliard de dollars canadiens, a repris les travaux Stelco qui était en faillite (en grande partie à Hamilton, Ontario), a cessé de fonctionner en 2010 et a finalement fermé ses portes en octobre 2013[25].
- En 2007, le conglomérat britannique Tate & Lyle a annoncé la vente de son entreprise de raffinage de sucre Sucrerie Redpath à American Sugar.
- En juin 2007, le Fonds de revenu Ernest D. Smith a accepté une prise de contrôle de 217 millions de dollars canadiens de TreeHouse Foods (en anglais seulement) de Chicago[26].
- En juillet 2007, Rio Tinto a acquis Alcan Inc., dans le cadre d’un marché de 38 milliards de dollars américains[27]. Rio Tinto Alcan s’est par la suite départi d’Alcan Engineered Products (à un consortium) et d’Alcan Packaging (en faveur de Amcor, annoncé en août 2009). En janvier 2013, le PDG responsable de la transaction avec Alcan, Tom Albanese (en anglais seulement), a démissionné en faveur de Samuel Walsh pour avoir surpayé l’acquisition[28].

### 2009
- Au printemps 2009, China Investment Corporation a acquis 17 % de l’actionnariat de Teck Resources pour 1,7 milliard de dollars canadiens[29],[30].
- IPIC, détenu entièrement par le gouvernement d’Abou Dhabi dans les Émirats, a acquis 100 % de Nova Chemicals (radiée par la suite)[31].

### 2010
- Le 12 avril 2010, ConocoPhillips a accepté de vendre sa part de 9 % dans Syncrude à Sinopec, une entreprise publique pétrolière chinoise. La vente, d’un montant de 4,65 milliards, a été finalisée le 25 juin 2010[32].
- En avril 2010, l’entreprise Merit Mining a été reprise par Tianjin Huakan Group Co. Ltd dans une transaction de 15,5 millions de dollars[33],[34], et en décembre 2010, elle a été renommée subséquemment Huakan International Mining Inc[35]. La transaction a été financée par Hong Kong Huakan Investment Corp., un investisseur chinois opaque situé Unité 1105, 11/F, Tour 1, au Lippo Centre No  89 Queensway, Admiralty, Hong Kong[36],[37].
- L’entreprise publique norvégienne, Equinor, a formé une co-entreprise (65-35)[38] avec Husky Energy[39], contrôlée à Hong Kong par Li Ka Shing[40].

### 2011
- Pohang Iron and Steel Company a formé une coentreprise avec Fortune Minerals, un projet de 768 millions[41].
- HD Mining International a été achetée par Huiyong Holdings (C.-B.) (55 %) et Canadian Dehua Lvliang Ltd. (40 %) pour exploiter le projet du fleuve Murray. Huiyong Holdings (C.-B.) appartient à 100 % à Huiyong Holdings China, un investisseur chinois obscur[42],[43].

### 2012
- En octobre 2012, l’entreprise TransCanada Corporation et Phoenix Energy Holdings (appelée aussi entreprise publique PetroChina) ont formé une coentreprise (50-50) de 3 milliards de dollars canadiens pour le projet Grand Rapids Pipeline dans le nord de l’Alberta (exploité par Brion Energy Corp.)[44].
- Athabasca Oil Corp. et Phoenix Energy Holdings (appelée aussi entreprise publique PetroChina) forment une coentreprise (40-60) pour le projet de sables bitumineux Dover[45].
- En décembre 2012, l’entreprise publique malaise, Petronas, a acheté pour 6 milliards de dollars canadiens Progress Energy (radiée depuis)[29],[46].
- En décembre 2012, Baffinland a été formée, maintenant une coentreprise Nunavut Iron/ArcelorMittal (50-50), avec cette dernière comme exploitant du projet[47].

### 2013
- Le 14 janvier 2013, JSC « Atomredmetzoloto » (en langue étrangère seulement), une unité d’ARMZ Uranium Holding, qui, à son tour, est contrôlée par l’entreprise publique russe Rosatom, a offert 1,3 milliard de dollars américains pour la participation de 49 % qu’elle ne possédait pas déjà dans Uranium One, une entreprise minière canadienne ayant des avoirs au Kazakhstan[48],[49].
- Le 29 janvier 2013, AltaGas et Idemitsu Kosan ont formé une coentreprise (50-50) nommée Triton LNG Limited Partnership, pour exporter du gaz naturel liquéfié de l’Alberta vers le Japon[50].
- En février 2013, ExxonMobil a pris le contrôle de Celtic Exploration Ltd. dans le cadre d’une transaction évaluée à 3,1 milliards de dollars canadiens[51],[52] en raison de ses avoirs dans la formation de Duvernay[53].
- En février 2013, CNOOC (une entreprise publique chinoise) a acheté Nexen Canada pour 15,1 milliards de dollars canadiens[54].
- En juin 2013, l’entreprise H. J. Heinz Company a été vendue à Berkshire Hathaway et 3G Capital du Brésil pour 28 milliards de dollars canadiens[55]. L’entente avait été conclue en février de la même année[56]. L’usine Heinz de ketchup aux tomates de Leamington, qui a fermé ses portes en novembre 2013, était incluse dans cette entente[55] après l’annonce faite en octobre par la société McDonald’s selon laquelle elle cesserait de servir des produits Heinz dans leurs restaurants, parce que le PDG engagé par Heinz, Bernardo Hees, était alors vice-président de Burger King, qui appartenait à l’époque à 3G Capital[57].
- En novembre 2013, Talisman Energy a vendu 75 % de ses actifs gaziers de la formation Montney à l’entreprise publique Petronas pour 5 milliards de dollars canadiens[58] La transaction porte sur 127 000 acres[59].
- En novembre 2013, la filiale à 90 % de l’entreprise publique Petronas Pacific Northwest LNG a annoncé son intention de construire un terminal de GNL de 11 milliards de dollars canadiens sur l’île Lelu. L’usine en est encore à ses débuts; seuls 25 employés ont été embauchés[60]
- En décembre 2013, EnCana et l’entreprise publique PetroChina ont formé une coentreprise (50,1-49,9) (total 4,4 milliards de dollars canadiens) pour développer la formation de Duvernay en Alberta[51].
- Le 16 décembre 2013, il a été annoncé que Reynolds Consumer Products Inc., filiale de Rank Group Ltd. (en anglais seulement) de Nouvelle-Zélande, prévoyait acheter le fabricant de produits en aluminium Novelis, filiale de Hindalco Industries en Inde pour 35 millions de dollars canadiens[61].
- Le 24 décembre 2013, Sherritt International s’est départi de propriétés houillères de l’Alberta et de la Saskatchewan évaluées à 465 millions de dollars canadiens au profit d’une société établie au Colorado Westmoreland Coal[62].

### 2014
- Le 31 janvier 2014, l’entreprise publique norvégienne Equinor et l’entreprise publique thaïlandaise PTTEP ont annoncé leur intention de scinder leur coentreprise (60-40) dans le projet de sables bitumineux Kai Kos Dehseh afin qu’elles contrôlent chacune 100 % de leurs propres propriétés locatives. PTTEP a dépensé 2,3 milliards pour la coentreprise en 2011. PTTEP a obtenu les baux « Thornbury » (en anglais seulement), « Hangingstone » et « South Leismer », alors que Equinor a obtenu les propriétés « Leismer » et « Corner » et devait payer 200 millions à PTTEP[63],[64].

Toutefois, en septembre 2014, Equinor a reporté son investissement dans le projet « Corner ».
- Le 12 février 2014, le boulanger mexicain Grupo Bimbo a annoncé l’acquisition de Canada Bread (en anglais seulement) pour 1,83 milliard, une société cotée en bourse qui était contrôlée par Maple Leaf Foods[65]. Les ventes de Canada Bread en 2013 étaient estimées à 1,6 milliard de dollars, et l’entreprise comptait 5 400 employés[65]. Par contraste, Bimbo emploie 126 000 personnes dans 144 usines dans 19 pays, dont le Mexique, l’Amérique latine et l’Amérique du Sud, les États-Unis, l’Europe et l’Asie[65].
- Le cinquième producteur de pétrole indépendant au Canada, Talisman Energy, a été racheté par Repsol, la principale entreprise pétrolière espagnole, pour 8,3 milliards, plus la prise en charge de la dette de 4,7 milliards de Talisman[66],[67].

Les sables bitumineux de l’Alberta couvrent une vaste région, et les pipelines nécessaires pour transporter leur production jusqu’à la côte de la Colombie-Britannique, où elle sera transportée par bateau vers les marchés asiatiques, couvrent une vaste gamme d’investissements. De nombreux projets de coentreprise avec des entreprises étrangères existent vu que le capital canadien est insuffisant. Voici quelques exemples d’articles de presse qui n’ont pas encore été réunis pour ce wiki : un article de la CBC, et de l’organisme de réglementation de la Colombie-Britannique, ainsi que la page 13 d’un rapport d’Ernst and Young.

### 2015
- Le 16 avril 2015, la Saudi Agricultural and Livestock Investment Co. (SALIC) s’est associée au géant de l’agroindustrie américaine Bunge Limited pour former le Global Grain Group (G3), qui sera le propriétaire majoritaire de la Commission canadienne du blé établie à Winnipeg, avec un investissement évalué à 250 millions[70],[71],[72]. Compte tenu que le capital était inférieur au seuil réglementé par le gouvernement, l’investissement n’a fait l’objet d’aucun examen.

### 2016
- Thalmic Labs, une entreprise d’informatique portable a investi 158 millions de dollars américains
- Real Matters, un service d’évaluation immobilière reçu 100 millions de dollars américains
- Buildscale, une plate-forme de marketing vidéo a reçu 49 millions de dollars américains[73]
- BlueRock Therapeutics, qui exerce ses activités en médecine régénératrice, a reçu 295 millions de dollars américains de Versant Ventures
- Dal Cor Pharmaceuticals a reçu 126 millions de dollars américains de Sanderling Ventures
- Zymeworks, spécialisée dans les anticorps et les protéines thérapeutiques, a reçu 87,8 millions de dollars américains de BDC Capital.l[74]

### 2017
- Un investissement important en 2017 a été l’achat par Li Ka-Shing, de Hong Kong, de Reliance Home Comfort, une entreprise qui fabrique des chauffe-eau et des systèmes de climatisation, pour 2,82 milliards[De quoi ?][75].
- En mars 2017, Teutech Industries, un fabricant de composants de groupes motopropulseurs usinés et traités à la chaleur de précision, établi à Guelph, en Ontario, a été acheté par le fabricant indien de composants automobiles The Hi-Tech Gears pour un investissement de 44 millions de dollars américains[76].
- Un consortium chinois a acheté le groupe privé Valiant-TMS, qui conçoit et construit des systèmes de production automatisés[77]
- En juin 2017, Element AI, basé à Montréal (Québec), a levé 102 millions de dollars américains dans le cadre d’une série de financement dirigée par Data Collective, de San Francisco[78].